# Blagodat‘
Die Blagodat‘ (russisch Благодать ‚Anmut‘) war ein 130-Kanonen-Linienschiff der Baltischen Flotte der Kaiserlich Russischen Marine, das von 1800 bis 1812 in Dienst stand.

## Geschichte
Die spätere Blagodat‘ wurde von dem Schiffbauingenieur A. S. Katassanow entworfen und am 25. Februarjul. / 8. März 1799greg. auf der Garlerny-Werft (Neue Admiralitätswerft) in Sankt Petersburg auf Kiel gelegt. Der Stapellauf erfolgte am 3. Augustjul. / 15. August 1800greg.. Der Entwurf orientierte sich an dem des spanischen 130-Kanonen-Linienschiffes Nuestra Señora de la Santísima Trinidad. Wurde aber an die Verhältnisse der Ostsee angepasst und entsprach daher eher den Dimensionen der französischen 110-Kanonen-Linienschiffe der 1780er Jahre (siehe Terrible-Klasse).
Nach Indienststellung führte die Blagodat‘ in den Jahren 1801 und 1802 Fahrten in der Ostsee durch und wurde während des Krieges gegen Frankreich in den Jahren 1804 bis 1807 als Truppentransporter verwendet. Anschließend diente sie zwei Jahre als Flaggschiff von Admiral Pyotr Ivanovich Khanykov (Пётр Иванович Ханыков) im Kampf gegen britisch-schwedische Verbände in der Ostsee. Das in Kronstadt stationierte Schiff wurde nach 1809 entwaffnet und bis 1812 als Truppentransporter verwendet, bevor es 1814 abgebrochen wurde.

## Technische Beschreibung
Die Blagodat‘ war als Batterieschiff mit drei durchgehenden Geschützdecks konzipiert und hatte eine Länge von 60,35 Metern (Geschützdeck), eine Breite von 15,85 Metern und einen Tiefgang von 6,604 Metern. Sie war ein Rahsegler mit drei Masten (Fockmast, Großmast und Kreuzmast). Der Rumpf schloss im Heckbereich mit einem Heckspiegel, in den Galerien integriert waren, die in die seitlich angebrachten Seitengalerien mündeten.
Die Bewaffnung bestand aus 130 Geschützen.
|        | Unteres Batteriedeck                      | Mittleres Batteriedeck                    | Oberes Batteriedeck     | Backdeck                                      | Achterdeck                                    | Kanonen (Geschossgewicht) |
| ------ | ----------------------------------------- | ----------------------------------------- | ----------------------- | --------------------------------------------- | --------------------------------------------- | ------------------------- |
| Design | 26 × 36-Pfünder-Kanonen 4 × 1-Pud-Licorne | 28 × 24-Pfünder-Kanonen 4 × ½-Pud-Licorne | 32 × 12-Pfünder-Kanonen | 24 × 8-Pfünder-Kanonen 12 × 3-Pfünder-Kanonen | 24 × 8-Pfünder-Kanonen 12 × 3-Pfünder-Kanonen | 130 Geschütze (602,18 kg) |